# Lysergsyra
Lysergsyran, i form av d-lysergsyra är en prekursor till drogen LSD och återfinns i mjöldrygesvampen samt i fröna av Turbina corymbosa (Ormplanta), Argyreia nervosa (Elefantvinda), och Ipomoea tricolor (Blomman för dagen). Summaformeln för lysergsyran är C16H16N2O2.
Amider av lysergsyra, lysergamider, används i stor utsträckning som läkemedel och som psykedeliska droger (LSD). Lysergsyra är listad som en tabell I-prekursor under FN:s konvention mot olaglig handel med narkotiska droger och psykotropa ämnen.
Lysergsyra fick sitt namn eftersom den är en produkt av nedbrytningen av olika ergotalkaloider.

## Framställning
Lysergsyra produceras i allmänhet genom hydrolys av naturliga lysergamider, men kan också syntetiseras i laboratoriet genom en komplex totalsyntes, till exempel av Robert Burns Woodwards lag 1956. En enantioselektiv totalsyntes baserad på en palladiumkatalyserad dominocykliseringsreaktion har beskrivits 2011 av Fujii och Ohno. Lysergsyramonohydrat kristalliseras i mycket tunna sexkantiga blad när de omkristalliseras från vatten. Lysergsyramonohydrat bildar när det torkas (140 °C vid 2 mmHg eller 270 Pa) vattenfri lysergisyra.
Den biosyntetiska vägen är baserad på alkylering av aminosyran tryptofan med dimetylallyldifosfat (isopren härrörande från 3 R-mevalonsyra) vilket ger 4-dimetylallyl-L-tryptofan som är N-metylerat med S-adenosyl-L-metionin. Oxidativ ringförslutning följer av dekarboxylering, reduktion, cyklisering, oxidation och allylisk isomerisering ger D-(+)-lysergsyra.

## Isomerer
Lyserginsyra är en kiral förening med två stereocentra. Isomeren med inverterad konfiguration vid kolatom 8 nära karboxylgruppen kallas isolysergsyra. Inversion vid kol 5 nära kväveatomen leder till L-lysergsyra respektive L-isolysergsyra

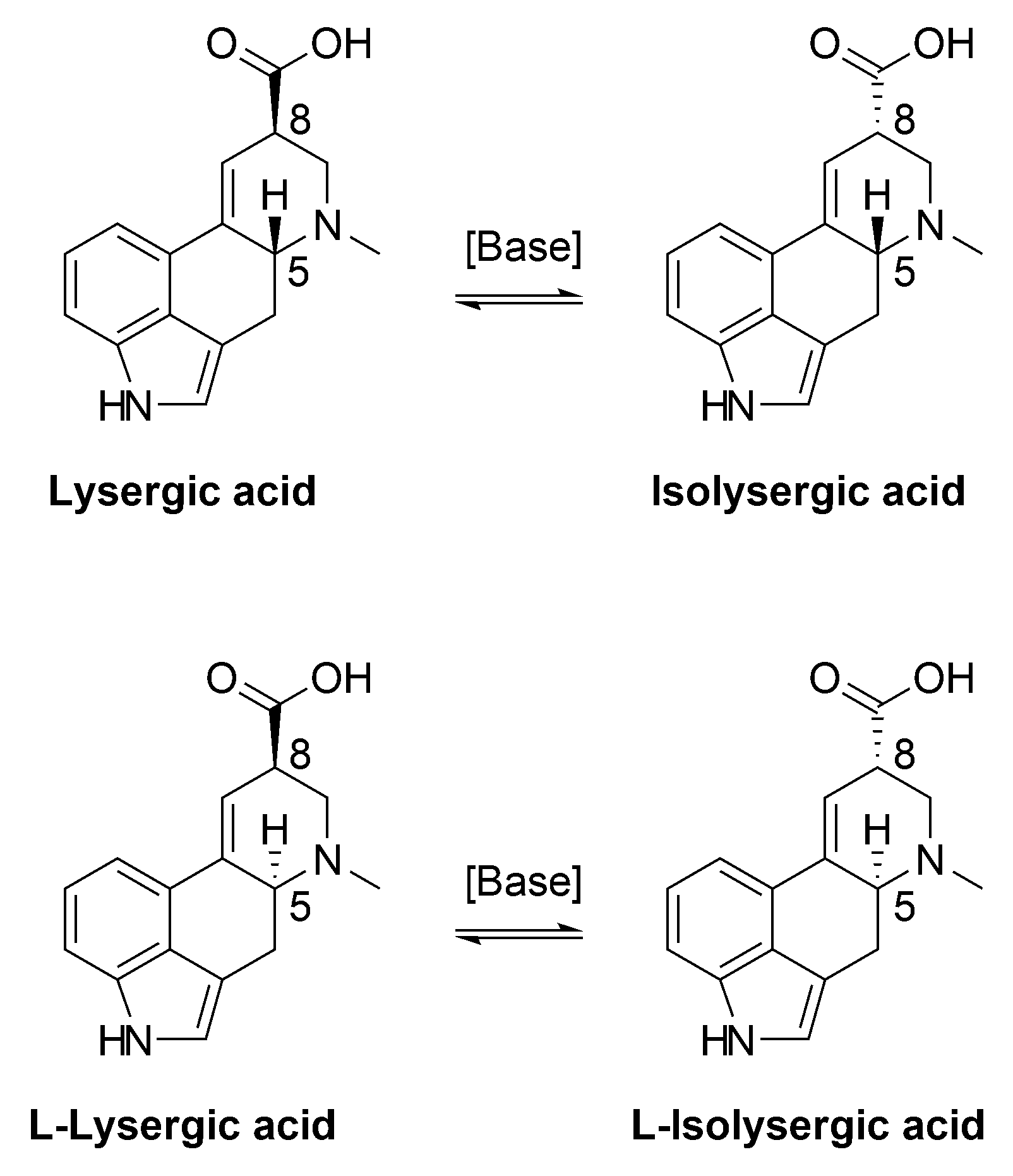
Chemical structures of lysergic acid isomers